# 旺迪讷
旺迪讷（法語：Vendine，法語發音：[vɛ̃din]）是法国上加龙省的一个市镇，属于图卢兹区。该市镇总面积2.87平方公里，2009年时的人口为240人。

## 人口
旺迪讷人口变化图示